# Новотуринский
 Новотуринский — поселок в Тюменском районе Тюменской области России. Входит в состав Каскаринского муниципального образования.

## География
Поселок находится на юго-западе Тюменской области, в пределах юго-западной части Западно-Сибирской низменности, к северу от реки Туры, при автодороге Р404, на расстоянии примерно 13 километров (по прямой) к востоку от города Тюмени, административного центра области и района. Абсолютная высота — 45 метров над уровнем моря.

### Климат
Климат резко континентальный, с холодной продолжительной зимой и тёплым относительно коротким летом. Среднегодовая температура — 0,7 °C. Средняя температура воздуха самого холодного месяца (января) — −17,2 °C (абсолютный минимум — −46 °C); самого тёплого месяца (июля) — 17,8 °C (абсолютный максимум — 39 °С). Безморозный период длится 121 день. Среднегодовое количество атмосферных осадков составляет 470 мм, из которых 365 мм выпадает в тёплый период. Продолжительность залегания снежного покрова составляет в среднем 151 день.

### Часовой пояс
Поселок Новотуринский, как и вся Тюменская область, находится в часовой зоне МСК+2. Смещение применяемого времени относительно UTC составляет +5:00.

## Население
| 2010 |
| ---- |
| 937  |

## Инфраструктура
В поселке 1 улица: Подъездная дорога 